# Hal Finney
Harold Thomas Finney II (4 de maio de 1956 – 28 de agosto de 2014) foi um desenvolvedor de software americano. No início de sua carreira, ele foi creditado como desenvolvedor líder em vários jogos de console . Finney mais tarde trabalhou para a PGP Corporation . Ele também foi um entusiasta do bitcoin e recebeu a primeira transação de bitcoin de Satoshi Nakamoto.

## Infância e educação
Finney nasceu em Coalinga, Califórnia, em 4 de maio de 1956, filho de Virginia e Harold Thomas Finney. Seu pai era engenheiro de petróleo. Harold Finney II frequentou o Instituto de Tecnologia da Califórnia, graduando-se em engenharia em 1979.

## Carreira
Após se formar na Caltech, seguiu no ramo de jogos de computador para uma empresa que desenvolvia videogames como Adventures of Tron, Armor Ambush, Astrosmash e Space Attack.  Depois foi trabalhar para a PGP Corporation, onde permaneceu até sua aposentadoria em 2011.
Finney foi um notável ativista criptográfico.  Durante o início da década de 1990, além de postar regularmente na lista de cypherpunks, Finney dirigiu dois remailers anônimos. Outro ativismo criptográfico incluiu a realização de um concurso (bem-sucedido) para quebrar a criptografia de nível de exportação usada pela Netscape.
Esteve envolvido no desenvolvimento do primeiro remetente anônimo, uma ferramenta para enviar e-mails com a identidade oculta. Foi um dos primeiros contribuidores para esta tecnologia de melhoria da privacidade, que desempenhou um papel significativo no movimento cypherpunk e no campo mais amplo da privacidade online. Este trabalho demonstrou ainda mais o compromisso de Finney com a privacidade e as suas contribuições significativas para o desenvolvimento de tecnologias que melhoram a privacidade.
Em 2004, Finney criou o primeiro sistema de prova de trabalho reutilizável antes do Bitcoin.  Em janeiro de 2009, Finney foi o primeiro destinatário de transações da rede Bitcoin.

## Bitcoin
Ele foi um dos primeiros usuários do Bitcoin e em 12 de janeiro de 2009,  ele recebeu a primeira transação de bitcoin do criador do Bitcoin  Satoshi Nakamoto.  Finney morou por 10 anos na mesma cidade em que Dorian Satoshi Nakamoto morou (Temple City, Califórnia), aumentando as especulações de que ele pode ter sido o criador do Bitcoin. Finney negou ser Satoshi Nakamoto.
Em março de 2013, Finney postou no fórum BitcoinTalk, uma publicação chamada "Bitcoin and Me (Hal Finney)", onde afirma que estava essencialmente paralisado. Ele se lembra de ter descoberto que o Bitcoin ganhou valor monetário no final de 2010 e menciona que, apesar da doença da esclerose lateral amiotrófica (ELA) tornar sua capacidade de codificação mais lenta, ele ainda adorava programar e que isso lhe dava objetivos. Ele continuou a programar até sua morte; ele estava trabalhando em um software experimental chamado bcflick, que usa Trusted Computing para fortalecer carteiras Bitcoin.
Durante o último ano de sua vida, membros de sua família receberam ligações anônimas exigindo uma taxa de extorsão de 1.000 bitcoins. Eles se tornaram vítimas de golpes, em que o perpetrador liga para o serviço de emergência, usando um número de telefone falsificado, e finge ter cometido um crime hediondo, na esperança de provocar uma resposta policial armada na casa da vítima.

## Vida pessoal
Em outubro de 2009, Finney anunciou em um ensaio no blog Less Wrong que havia sido diagnosticado com esclerose lateral amiotrófica (ELA) em agosto de 2009 e escreveu: "Espero poder ler, navegar na rede e até participar de conversas por e-mail e mensagens (...) talvez ainda consiga escrever código, e meu sonho é contribuir para projetos de software de código aberto mesmo dentro de um corpo imóvel. Essa será uma vida que vale muito a pena ser vivida."  Antes de sua doença, Finney era um corredor ativo.  Finney e sua esposa arrecadaram dinheiro para pesquisas sobre ELA com a Maratona Internacional de Santa Bárbara.

## Morte
Finney morreu em Phoenix, Arizona, em 28 de agosto de 2014, em decorrência de complicações de ELA e foi criopreservado pela Alcor Life Extension Foundation.